# Where Eagles Dare
Where Eagles Dare is een Britse actiefilm uit 1968 van Brian G. Hutton met in de hoofdrollen Richard Burton en Clint Eastwood.
Het script voor 'Where Eagles Dare' werd geschreven door Alistair MacLean die later zijn eigen scenario zou bewerken tot een roman. Where Eagles Dare is dus niet, zoals veel mensen denken, een verfilming van een roman.
'Where Eagles Dare' was destijds een enorm bioscoopsucces. De film maakte een winst van $7,1 miljoen en is intussen een klassieker in het oorlogsgenre geworden. Ook de critici waren enthousiast en dat is opmerkelijk aangezien 'Where Eagles Dare' geen enkel raakvlak met de realiteit heeft. Niet alleen is het verhaal volledig fictief, de film wordt ook wat vormgeving en historische details betreft als zeer onwaarschijnlijk beschouwd. Juist vanwege het hoge kitsch-gehalte heeft de film intussen een cult-status verworven.

## Verhaal
Het is begin 1944, een groepje Britse commando's is voor een gevaarlijke missie bijeengebracht door admiraal Rolland, hoofd van MI-6. Het groepje dat onder leiding staat van majoor John Smith krijgt een briefing van kolonel Wyatt Turner. Het doel van de missie is de bevrijding van brigadegeneraal George Carnaby. De Amerikaanse generaal is een van de officieren die nauw is betrokken bij de planning van D-day, de invasie in Normandië, Frankrijk. Zijn vliegtuig werd neergeschoten boven Kreta en Carnaby is opgesloten in Schloss Adler, het hoofdkwartier van de Duitse Abwehr (Geheime dienst) in Beieren. Schloss Adler is gebouwd op de top van een berg en alleen bereikbaar met een kabelbaan. De commando's zullen in de Alpen worden gedropt met de opdracht Carnaby te bevrijden voor hij doorslaat en de geheime plannen rond de invasie verraadt. Een officier van de Amerikaanse commando's (de Rangers), luitenant Morris Schaffer, is aan het team toegevoegd.
Het team wordt gedropt en al snel beginnen de problemen. Twee teamleden worden vermoord en het is Smith al snel duidelijk dat er een Duitse agent in het team is geïnfiltreerd. Maar ook majoor Smith lijkt een dubbele agenda te hebben. Zonder dat de overige commando's het weten werkt hij samen met een vrouwelijke Britse spion, Mary Ellison, die zal infiltreren in Schloss Adler. In de lokale kroeg wordt het team opgemerkt en gearresteerd. Smith en Schaffer worden als officier gescheiden van de overige drie overgebleven teamleden, Thomas, Berkeley en Christiansen. Als ze worden weggevoerd weten Smith en Schaffer hun belagers te doden en een wapendepot op te blazen. Met behulp van de kabelbaan weten beide mannen het kasteel binnen te dringen. Ze worden hierbij geholpen door Mary en een andere agente Heidi. Mary is aangesteld als kamermeisje en trekt de aandacht van Gestapo-officier Major von Hapen, die zeer met haar is ingenomen. Intussen weten Schaffer en Smith door te dringen tot de kamer waar Carnaby wordt verhoord door kolonel Kramer van de SS. Net op het moment dat Smith en Schaffer de wachten hebben overmeesterd en de zaak onder controle hebben, richt Smith zijn wapen op de Amerikaanse luitenant. Hij maakt zich bekend als majoor Johann Schmidt van de SS-inlichtingendienst. De stomverbaasde Kramer krijgt te horen dat Carnaby niemand anders is dan korporaal Cartwright Jones, een acteur die op de echte Carnaby lijkt. Ook ontmaskert hij de eveneens aanwezige Thomas, Berkeley en Christiansen als Britse dubbelagenten die zich voordoen als Duitse spionnen, maar in werkelijkheid voor MI-6 werken. Om ze te testen moeten Thomas, Berkeley en Christiansen de namen van hun handlangers in Engeland opgeven aan Smith/Schmidt. De laatste onthult dat de hele operatie is opgezet door MI-6 om aan de namen van de Duitse spionnen in Engeland te komen en dat hij, Smith/Schmidt dit moest dwarsbomen.
Intussen zit Mary in de problemen. Von Hapen ruikt lont en ontmaskert haar. De Gestapoman weet nu dat het kasteel is geïnfiltreerd en loopt met getrokken pistool de verhoorkamer binnen en stoort Schmidt/Smith tijdens diens toespraak. De laatste geeft zich over en alles lijkt verloren. Maar dan komt Mary binnen. Von Hapen wordt afgeleid en vervolgens doodgeschoten door Schaffer. Hoewel Schaffer nog altijd in de war is over Smiths plotselinge ommezwaai, begrijpt hij nu dat de laatste echt voor MI-6 werkt. Ze binden de handen van Thomas, Berkeley en Christiansen vast op hun rug en voeren ze mee. Mary en Heidi hebben overal explosieven neergelegd en Schaffer vult dat nog hier en daar aan. Terwijl het groepje van Smith zich een weg vecht naar de kabelbaan, wordt Thomas gedood. De rest bereikt de kabelbaan. Daar weten Berkeley en Christiansen Schaffer te verrassen. Ze slaan hem bewusteloos en vluchten met de kabelbaan. Maar Smith springt op de kabelliftcabine en weet de twee verraders uit te schakelen. Smith, Schaffer en de meisjes keren terug naar het dal en vluchtten met een bus naar hun rendez-vouspunt. Ze wordt opgehaald door kolonel Turner die landt met een vliegtuig. Aan boord van het vliegtuig vertelt Smith plotseling dat hij inmiddels te weten is gekomen dat Turner de echte verrader is, de mol binnen MI-6. De hele operatie was opgezet om hem en zijn maatjes Thomas, Berkeley en Christiansen te ontmaskeren. Turner richt zijn stengun op Smith, maar het blijkt dat admiraal Rolland uit voorzorg het wapen onklaar heeft gemaakt. Hierop springt Turner, zonder parachute, uit het vliegtuig.

## Rolverdeling
| Acteur          | Personage                       |
| --------------- | ------------------------------- |
| Richard Burton  | Majoor John Smith               |
| Clint Eastwood  | Luitenant Morris Schaffer       |
| Mary Ure        | Mary Ellison                    |
| Patrick Wymark  | Kolonel Wyatt Turner            |
| Michael Hordern | Admiraal Rolland                |
| Donald Houston  | Christiansen                    |
| Peter Barkworth | Berkeley                        |
| William Squire  | Thomas                          |
| Robert Beatty   | Brigade-generaal George Carnaby |
| Brook Williams  | Harrod                          |
| Neil McCarthy   | MacPherson                      |
| Vincent Ball    | Carpenter                       |
| Anton Diffring  | Kolonel Kramer                  |
| Ferdy Mayne     | Generaal Rosemeyer              |
| Derren Nesbitt  | Majoor Von Hapen                |
| Victor Beaumont | Weissner                        |
| Ingrid Pitt     | Heidi                           |
| Guy Deghy       | Majoor Wilhelm Wilner           |
| Jock McPherson  | Torrance-Smythe                 |

## Titelverklaring
De titel voor de film komt uit het toneelstuk Richard III van William Shakespeare
(Akte 1, Scene 3) "The world is grown so bad, that wrens make prey where eagles dare not perch". Het slaat ook op Schloss Adler, een kasteel op de top van een berg, waar alleen adelaars durven te komen.

## Voorgeschiedenis
In 1968 zat de carrière van Richard Burton in het slop. Zijn laatste drie films The Comedians (1967), Doctor Faustus (1967), Boom! (1968) waren geflopt en Burton zocht een project dat hem weer terug kon brengen in de top van Hollywood, een blockbuster. Burton voelde veel voor een ouderwetse rechttoe rechtaan actiefilm. Hij benaderde producent Elliott Kastner die beloofde voor hem uit te kijken naar een goed project. Kastner was onder de indruk geweest van de film The Guns of Navarone uit 1961. De film was gebaseerd op de gelijknamige roman van Alistair MacLean. Ook andere boeken van MacLean waren inmiddels verfilmd en Kastner bedacht dat er best een verhaal tussen kon zitten voor Burton. Eigenlijk wilde hij een verhaal dat leek op The Guns of Navarone over een klein team commando's met een onmogelijke opdracht. Hij benaderde de schrijver en vroeg of de schrijver ook een origineel scenario kon schrijven. MacLean nam de opdracht aan. Voor de financiering onderhandelde Kastner met de Amerikaanse overheid. Door de tegenslagen van de Vietnamoorlog (die in 1968 woedde) was het imago van het Amerikaanse leger aanzienlijk gedaald. Een heldhaftige oorlogsfilm kon dit imago weer opkrikken. Het Amerikaanse leger stelde ook een aantal Amerikaanse soldaten ter beschikking aan de filmploeg voor figuratie. Het betrof militairen die voor een training in Oostenrijk waren.

## Scenario
Alistair MacLean begon aan het scenario en werkte gelijktijdig aan de gelijknamige roman. Het was zijn eerste scenario en hij slaagde erin om het in zes weken te voltooien. Het verhaal lijkt verdacht veel op het verhaal van The Guns of Navarone, waar ook een groepje commando's een onmogelijke opdracht krijgt en wordt gedropt in vijandelijk gebied. Overal schuilt verraad en er zijn vaak vreemde en soms zelfs onwaarschijnlijke plotwisselingen. MacLean zou dit thema nogmaals gebruiken in de roman Force 10 from Navarone. De roman die MacLean tegelijk met het scenario schreef kwam eerder uit dan de film. Het boek kwam uit in 1967 en de film in 1969. Hierdoor ontstond het idee dat de film een bewerking is van de roman, terwijl het omgekeerde het geval is. Hoewel boek en film hetzelfde verhaal hebben zijn er toch verschillen. In het boek wordt meer uitgelegd over de motivatie van de actie en wordt ook veel minder geweld gebruikt. Zo wordt in het boek met veel inspanning een Duitse soldaat gered, terwijl in de film het personage Schaffer alleen al vierenvijftig slachtoffers maakt. In totaal komen er in de film zo'n honderd man om.

## Rolverdeling
Over de keuze van Richard Burton voor de rol van majoor Smith was er geen discussie. MacLean had in opdracht van Kastner het personage geschreven met Burton in gedachten. Burton was dan ook de ster van de film, hij kreeg 1,2 miljoen dollar voor zijn rol en stond boven aan de affiches. De tweede ster, Clint Eastwood, die de rol van Schaffer speelde kreeg 800.000 dollar. Overigens was het geen gelopen race dat Eastwood werd geselecteerd als Schaffer. De rol werd eerst aangeboden aan Lee Marvin, maar die had zijn buik vol van het soort film als Where Eagles Dare. Vier jaar daarvoor had hij een rol gespeeld in The Dirty Dozen, ook een oorlogsfilm met een onwaarschijnlijk plot en hij haatte die rol nog steeds. Richard Burton had ook zijn voorkeuren, hij wilde de Amerikaanse acteur Richard Egan gebruiken als Schaffer. Egan was een acteur die grotendeels in B-films optrad en was minder een bedreiging voor Burton dan Eastwood die inmiddels was opgeklommen in de Hollywood-hiërarchie. Maar Egan werd door Kastner afgewezen.

## Productie

### Opnames
De toen vrij onbekende Brian G. Hutton werd aangetrokken voor de regie. Samen met producent Eliott Kastner begon hij met het zoeken en vastleggen van locaties. De belangrijkste locatie was Schloss Hohenwerfen in Oostenrijk dat model zou staan voor Schloss Adler in de film. Met circa driehonderd medewerkers arriveerden Hutton en Kastner in Salzburg in Oostenrijk en op 2 januari 1968 begonnen de opnames. Amerikaanse militairen op oefening in Oostenrijk deden dienst als figuranten en speelden de rol van Duitse soldaten. De luchtmacht van Zwitserland stelde de Junkers Ju 52 transportvliegtuigen ter beschikking en een aantal T-6 trainingsvliegtuigen van dezelfde luchtmacht werd overgespoten om dienst te doen als Duitse gevechtsvliegtuigen. Het weer was slecht, sneeuwstormen, temperaturen ver onder nul, bevroren, gladde wegen, onverwachte rukwinden en lawines plaagden de filmploeg. Maar dat was niet alles, toen een namaakexplosief te vroeg ontplofte, raakten Hutton, Kastner en andere leden van de filmploeg ernstig gewond. Hutton had brandwonden aan zijn arm. Eind mei 1968 waren de opnames in Oostenrijk afgerond. Vervolgens werd in juni en juli van dat jaar nog gefilmd in de MGM studio's in Elstree.

### Specifieke scènes en techniek
De nachtscènes in de film werden gemaakt volgens het 'day for night' principe ook wel bekend als 'la nuit américaine'. Hierbij worden met speciale blauwe filters opnames gemaakt op de dag die er vervolgens op film uitzien als nachtscènes. In sommige 'nachtscènes' is te zien hoe de zon reflecteert op de voertuigen en zijn de schaduwen van de bomen te zien. Een noviteit was het gebruik van voorprojectie (dat tegenwoordig gebeurt met filmen voor groene schermen). Met deze techniek konden de opnames worden gemaakt op de gondel van de kabelbaan. In de scène waarbij Eastwood en Burton een muur van het kasteel beklimmen, lijkt het alsof Burton geen problemen heeft met de klim, terwijl Eastwood transpireert en het zwaar heeft. De reden voor het schijnbare gemak van Burtons klim is dat hij op een kraan zit die hem omhoog duwt (de kraan werd in de film met speciale technieken weggewerkt). Eastwood koos er echter voor om zelf omhoog te klimmen. Hij was namelijk in een veel betere conditie dan de oudere Burton die bovendien zwaar dronk. Derren Nesbith, die de rol van Major Von Hapen speelt, werd bijna blind toen de 'squib' op zijn lichaam in de verkeerde richting explodeerde (een squib is een klein explosief, vergelijkbaar met een rotje, waaraan een zakje bloed is vastgemaakt. Als het explosief tot ontploffing wordt gebracht lijkt het alsof het lichaam door een kogel wordt getroffen). Het explosief op het lichaam van Nesbitt ontplofte echter naar boven toe in plaats van recht naar voren. Bij de opnames ontploften zowel de squibs op zijn hoofd als op zijn borst, maar bij de montage werd alleen het hoofdschot meegenomen.

### Locaties
Voor de opnames van en rond "Schloss Adler" werd gebruikgemaakt van het 14e-eeuwse kasteel "Schloss Hohenwerfen" in Werfen in Oostenrijk. In 1968 was het opleidingscentrum van de politie daar gevestigd. Hohenwerfen gebruikte geen kabelbanen, dus moest er voor de opnames van de kabelbaan worden uitgeweken naar de Feuerkogel Seilbahn bij Ebensee in Oostenrijk. Voor de opnames op het vliegveld werd gebruikgemaakt van Flugplatz Aigen in Ennstal in Oostenrijk. Het is een militair vliegveld dat nog steeds wordt gebruikt door de Oostenrijkse luchtmacht. De grote bergruggen op de achtergrond zijn de Grimmingbergen. Voor de opnames in de studio werd uitgeweken naar de Borehamwood Studios, in Hertfordshire, Engeland en later de MGM studio's in Elstree, Engeland.

### Stunts
Een actiefilm als Where Eagles Dare kent vaak gevaarlijke stunts, zoals de gevechtsscènes op het dak van de kabelbaangondel. De Amerikaanse ex-stuntman Yakima Canutt werd aangetrokken als second-unitregisseur en stuntcoördinator. Canutt was een veteraan, tijdens de opnames was hij al over de zeventig. Hij was na zijn actieve carrière als stuntman vooral bekend geworden als ontwerper en regisseur van stunts en actiescènes. De beroemde scène uit Ben-Hur met de race van de strijdwagens is van zijn hand, evenals de gevechtsscènes uit Spartacus (1960). Canutt moest voor Where Eagles Dare zich bezighouden met parachutesprongen, gevechten op en rond de kabelbaan en een race met een bus over bevroren wegen. Hij begon met het selecteren van een aantal toppers uit de wereld van de stuntmensen, Joe Powell, Eddie Powell, Peter Brace, Jimmy Thong, Jackie Cooper, Doug Robison, Terry York, Alf Joint, en Gillian Aldam. Het was een teleurstelling voor Clint Eastwood dat hij niet zijn eigen stunts mocht doen, maar de studio wilde het niet hebben. Tijdens de opnames had de acteur het dan ook geregeld over de films als 'Where Doubles Dare' (waar alleen stuntmensen het aandurven). Eastwood werd in de stunts vervangen door stuntman Eddie Powell en Burton door Alf Joint.

## Historie en fictie
Where Eagles Dare is berucht vanwege talloze historische onjuistheden, continuïteitsfouten en plotgaten. Op internet circuleren diverse sites waar de fouten uitgebreid worden beschreven. Hieronder een selectie van historische onjuistheden:
- Op het einde van de film vlucht het team met een autobus. De bus is een Gräf & Stift OGW-120 (Dit staat voor Omnibus für die Gemeinde Wien mit 120 PS) , gebouwd in 1949. Het ontwerp is van na de Tweede Wereldoorlog. Bussen waren in de tijd gemaakt van aluminium. Geen metaal dat bekendstaat om zijn vermogen kogels te weerstaan. In de film lijkt echter de bus onkwetsbaar voor Duits spervuur.
- Bij de ondervraging van generaal Carnaby dreigen de Duitsers hem in te spuiten met een waarheidsserum, Scopolamine. Maar dit serum werd pas voor het eerst gebruikt in de jaren vijftig.
- Bij de briefing van de commando's krijgt het team te horen dat generaal Carnaby onderweg was naar Kreta voor een ontmoeting met de Russen om de plannen voor D-day te bespreken op Kreta. Maar Kreta was al sinds de lente van 1941 in Duitse handen en zou dat blijven tot aan het einde van de oorlog. Ook is het niet erg geloofwaardig dat de geallieerden een generaal zouden sturen die zoveel wist van de D-Dayplannen. De Russen waren op de hoogte van een invasie, maar de Britten en Amerikanen waren niet van plan om de Russen uitgebreid in te lichten over de invasieplannen.
- Ook bij de briefing roept het personage Christiansen dat een "pathfinder squadron met bommen van tien ton het kasteel inclusief Carnaby van de kaart kan vegen". Maar bommen met dit soort gewicht werden pas aan het einde van 1944 ontwikkeld, de eerste werden pas in maart 1945 gedropt. De film speelt begin 1944. Bovendien werden pathfinder squadrons gebruikt om het doel te markeren, niet om te bombarderen.
- Het personage van luitenant Schaffer wordt geïntroduceerd als een Amerikaans officier van de Rangers Division. Er bestond echter geen Rangers Division. Amerikaanse Rangers (het equivalent van de Britse commando's) waren ingedeeld in bataljons. Overigens mankeert er ook nogal wat aan het uniform van Schaffer. Hij draagt zijn onderscheiding als parachutist (twee aan elkaar verbonden vleugels) op de rechterborstzak, in werkelijk zitten de kwalificatieonderscheidingstekens bij het Amerikaanse leger op de linkerborstzak. Ook draagt Schaffer een groene das, net zoals de Britten. Amerikanen droegen dassen met een kakikleur.
- Kolonel Kramer is van de SS-inlichtingendienst. Dit betekent dat hij eigenlijk moet worden aangesproken als een SS-Standartenführer. De inlichtingendienst van de SS heette SD (Sicherheitsdienst). Deze organisatie kenmerkte zich door een uitzonderlijke wreedheid. Tegenstanders van het naziregime werden gemarteld en mishandeld. Het is dan ook vreemd dat juist Kramer zich verzet tegen uitlevering van Carnaby aan de Gestapo omdat deze organisatie zo wreed is. Ook is het vreemd dat op het hoofdkwartier van de Abwehr in Beieren (Schloss Adler), de SD en de Gestapo de dienst lijken uit te maken. Abwehr en SD/Gestapo waren concurrenten van elkaar, net zoals de Wehrmacht en de Waffen-SS concurrenten waren.
- Majoor von Hapen wordt geïntroduceerd als majoor van de Gestapo. De Gestapo (Geheime Staatspolizei) was eigenlijk een politieorganisatie opgezet door Göring. Later droeg Göring de Gestapo over aan Heinrich Himmler die de SD en Gestapo in een organisatie onderbracht. De Gestapo droeg vrijwel altijd burgerkleding (zoals bijvoorbeeld de recherche bij de politie ook in burger is). Als men een uniform droeg was dat zeker niet het zwarte uniform dat Von Hapen in de film draagt. Dat is het parade-uniform van de SS. Een aantal Gestapomedewerkers was lid van de SS, maar lang niet iedereen. De Gestapo droeg bij officiële gelegenheden net als de Waffen-SS het grijsgroene uniform dat ook de Wehrmacht droeg. Von Hapen zou ook geen majoor worden genoemd, nogmaals de Gestapo was een politieorganisatie en een vergelijkbare politierang is die van Kriminaldirector of SS-Sturmbannführer. Het zwarte uniform werd eigenlijk alleen nog gedragen door de medewerkers van de Allgemeine SS en in 1942 afgeschaft. Von Hapen zou echter in actieve dienst burgerkleding hebben gedragen en zich hebben geïdentificeerd met een penning. Het is echter zeer onwaarschijnlijk dat een Gestapo-officier of rechercheur op het hoofdkwartier van de Abwehr zou hebben rondgelopen om vijandelijke generaals te verhoren.
- De helikopter die landt op het binnenplein van Schloss Adler is een Bell model 47G die pas in 1953 het luchtruim koos in de VS. Tijdens de Tweede Wereldoorlog gebruikten de Duitsers in heel bepekte mate de Focke-Achgelis Fa 223 Drache helikopter.
- Tijdens de films rapporteert het personage John Smith met admiraal Rolland. Er worden dan codewoorden gebruikt als "Broadsword", "Danny Boy" en "Father McCree" voor Rolland en Smith. Alle andere namen, zoals kolonel Turner worden echter zonder code gebruikt.
- Als de groep wordt gered door kolonel Turner die opduikt met een Junkers Ju 52 wordt niet goed duidelijk hoe de kolonel in staat was zo snel ter plaatse te zijn. De boodschap om de commando's op te halen was nog maar net verzonden. Als Turner uit Engeland had moeten komen was hij veel langer onderweg geweest.

## Verschillen met het boek
Alistair MacLean schreef de romanversie van Where Eagles Dare vrijwel gelijktijdig met het scenario en hoewel het boek de film vrij getrouw volgt zijn er wel verschillen. Zo zit er veel meer humor in het boek en worden de personages beter uitgewerkt. Hoewel ook het boek dezelfde onwaarschijnlijke plot bevat als de film weet MacLean in het boek beter uit te leggen wat er allemaal gebeurt. Ook is het geweld een stuk minder. Het personage Smith redt zelfs een bewusteloze Duitser uit een brandend gebouw. Schaffer in het boek legt ook geen dynamiet of explosieven neer. Wat ook beter is uitgewerkt in het boek is de romantiek, met name de romantische relatie die ontstaat tussen Schaffer en Heidi. Een aantal personages is anders in het boek dan in de film. Zo heet Majoor von Hapen in het boek, kapitein von Brauchitsch. Zijn secretaresse in de film, een vrouw van middelbare leeftijd, is in het boek vervangen door een jonge, knappe vrouw, die een veel grotere rol speelt en veel gevaarlijker is dan de oudere secretaresse in de film.